# Lysimachia millietii
Lysimachia millietii är en viveväxtart som först beskrevs av H. Lév., och fick sitt nu gällande namn av Hand.-mazz. Lysimachia millietii ingår i släktet lysingar, och familjen viveväxter. Inga underarter finns listade i Catalogue of Life.